# Parmaham

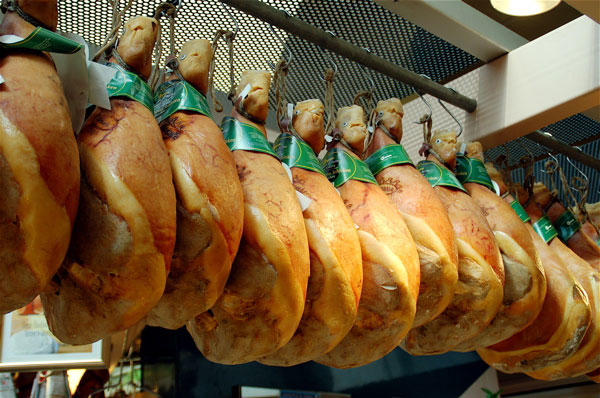
Parmaham

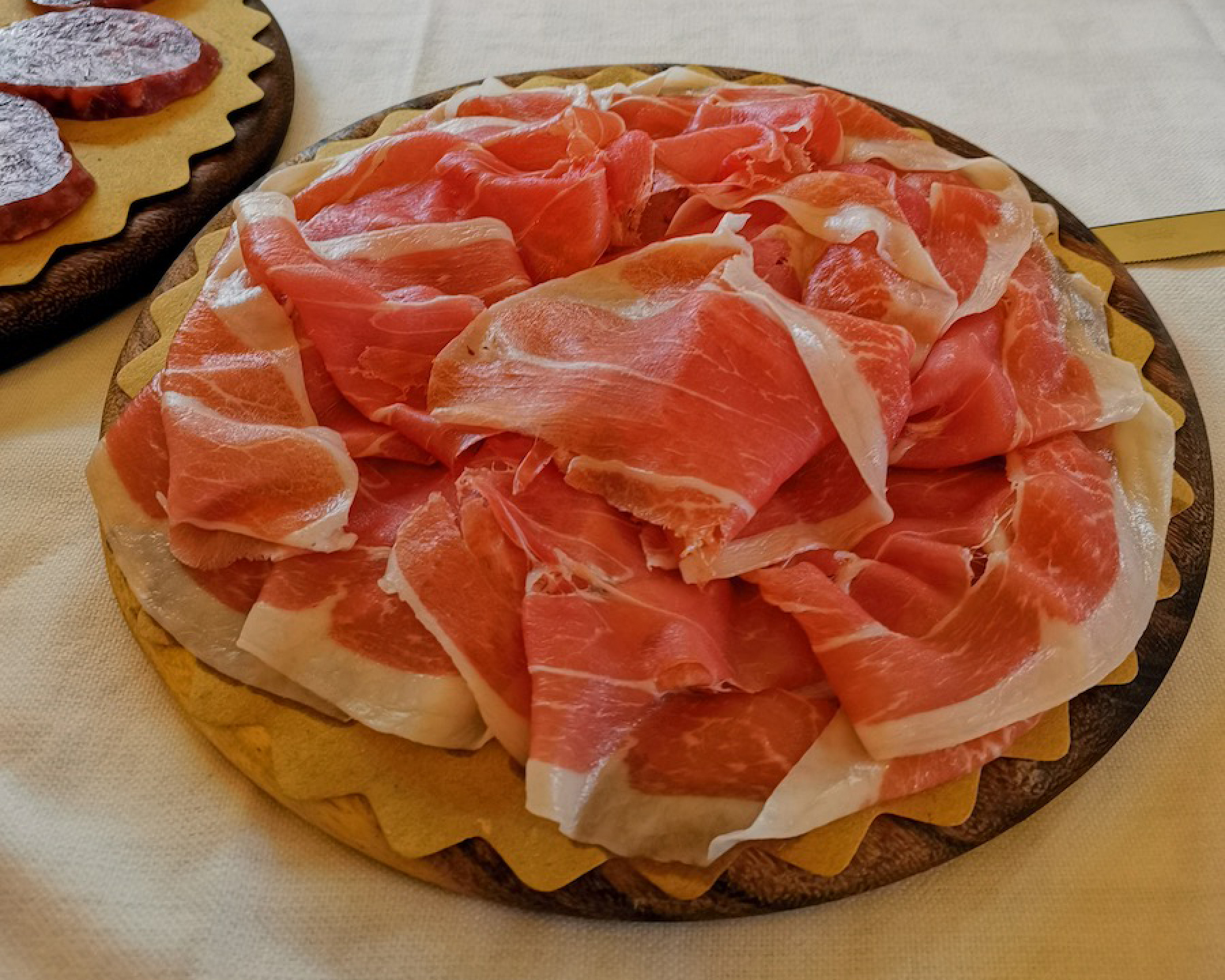
Gesneden parmaham

Parmaham (Italiaans: Prosciutto di Parma) is een op traditionele manier gedroogde rauwe ham uit de provincie Parma.
Parmaham is een beschermde naam, de ham moet aan de volgende voorwaarden voldoen:
- geen conserveringsmiddelen of additieven; parmaham bestaat uit vlees en zeezout;
- de ham moet gemaakt worden van in Italië geboren en getogen varkens;
- de varkens moeten minstens 9 maanden oud zijn en minimaal 160 kilo wegen;
- een deel van de voeding van de dieren dient te bestaan uit de wei die bij de productie van Parmezaanse kaas overblijft;
- de ham moet minimaal 12 maanden in de bergwinden gedroogd zijn en mag alleen in de provincie Parma gemaakt worden.

De maanden november tot februari zijn traditioneel de maanden van de slacht. Na de slacht wordt de ham ingewreven met Siciliaans zeezout. Het bijzondere van parmaham is dat er minder zout wordt gebruikt dan bij andere rauwe hamsoorten. Dit geeft de relatief zoete, milde smaak die zo kenmerkend is voor parmaham. Na het zouten gaan de hammen de koelcel in waar ze 60 à 70 dagen rusten, afhankelijk van het gewicht. Daarna worden de hammen gewassen en kan het droogproces beginnen. Na zes maanden voorrijpen wordt de opening aan de onderkant van de ham, het gedeelte zonder zwoerd, ingesmeerd met een mengsel van vet, een beetje meel en wat peper, om het vlees tegen bederf en verharding te beschermen. De ham moet daarna nog minstens 12 tot 15 maanden rijpen.
Parmaham is herkenbaar aan een vijfpuntige kroon op de ham of op de verpakking. Een samenwerkingsverband van producenten, het Consorzio del Prosciutto di Parma, ziet erop toe dat de ham aan alle voorwaarden voldoet en dus parmaham mag heten.
Let wel: er kan ham uit Parma komen die geen parmaham mag heten. Dit is ham die niet aan de bovengenoemde voorwaarden van het Consorzio voldoet en meestal lagere of geen specifieke kwaliteitsvoorwaarden heeft. Deze ham heeft dus ook geen kroon. Hiervoor wordt vaak geïmporteerd vlees gebruikt, waaronder ook varkens of ham uit Nederland. Het misverstand dat parmaham van Nederlandse varkens gemaakt zou worden, komt daarvandaan.